# Station Lubomierz
Station Lubomierz is een spoorwegstation in de Poolse plaats Lubomierz.